# 대한민국-싱가포르 관계
대한민국-싱가포르 관계(영어: Singapore–South Korea relations)는 대한민국과 싱가포르 간의 양자 관계이다. 양국은 1975년에 수교한 이래 매우 우호적인 관계를 유지하고 있으며, 같은 제1세계의 일원으로 한 목소리를 내고 있다.

## 역사
싱가포르가 말라야 연방으로부터 사실상 강제 독립한 이후 1975년에 양국은 수교했다. 이후 박정희 정부때부터 계속 우호관계를 유지했는데, 싱가포르의 초대 총리 리콴유도 방한을 했었다. 이후 양국은 무비자 협정을 체결했으며, 양국간 국민들도 자주 왕래하고 있다.

## 교통 교류
대한항공, 아시아나항공, 싱가포르항공이 인천국제공항과 싱가포르 창이 국제공항을 이어주는 직항 노선을 운영하고 있으며, 싱가포르항공은 김해국제공항과 싱가포르 창이 국제공항을 오가는 직항을 단독 운영하고 있다.

## 같이 보기
- 대한민국의 대외 관계